# Video izlaz
Video izlaz je vrsta elektroničkog ili optičkog izlaza preko kojega se šalje slikovni prikaz u nekom formatu s jednog uređaja (računala, DVD uređaja, igraća konzola itd.) na drugi uređaj koji može prikazati taj format. Video izlazi obično imaju fizičke oblike, oblik utikača, broj iglica, vrsta kabela. Najjednostavniji oblik video izlaza jesu dvije izolirane žice, gdje jedna žica predstavlja uzemljenje a druga pozitivni naboj. 

## Vrste izlaza
- Kompozitni video
- RGB
- VGA
- XVGA
- DVI